# Raivis Belohvoščiks
Raivis Belohvoščiks (Riga, 21 januari 1976) is een voormalig Lets wielrenner.

## Belangrijkste overwinningen
1995
- Luik-Bastenaken-Luik U23

1996
- Luik-Bastenaken-Luik U23

1997
- 5e etappe Ronde van het Waalse Gewest

1999
- 7e etappe Ronde van Duitsland

2000
- 5e etappe Ronde van Zwitserland

2001
- 3e etappe (B) Ronde van Luxemburg

2002
- 4e etappe Ronde van Luxemburg

2002
- Lets kampioen op de weg, Elite
- Lets kampioen Individuele tijdrit op de weg, Elite

2003
- 3e etappe deel B Driedaagse van De Panne
- Eindklassement Driedaagse van De Panne
- Lets kampioen Individuele tijdrit op de weg, Elite

2005
- Lets kampioen Individuele tijdrit op de weg, Elite

2006
- Lets kampioen Individuele tijdrit op de weg, Elite
- Chrono des Herbiers
- 6e etappe Ronde van Japan

2007
- Lets kampioen Individuele tijdrit op de weg, Elite

2008
- Lets kampioen Individuele tijdrit op de weg, Elite
- Slotetappe (tijdrit) ENECO Tour

2009
- Lets kampioen Individuele tijdrit op de weg, elite

## Resultaten in voornaamste wedstrijden
| Jaar | Ronde van Italië | Ronde van Frankrijk | Ronde van Spanje |
| ---- | ---------------- | ------------------- | ---------------- |
| 1999 |                  | opgave              |                  |
| 2001 |                  | 110e                |                  |
| 2002 |                  | 118e                |                  |
| 2003 |                  |                     |                  |
| 2005 |                  |                     |                  |
| 2006 |                  |                     |                  |
| 2007 | 117e             |                     |                  |
| 2008 | buiten tijd      |                     |                  |

| Jaar | Milaan-San Remo | Gent-Wevelgem | Ronde van Vlaanderen | Parijs-Roubaix |  | WK op de weg |  | Wereldranglijsten |
| ---- | --------------- | ------------- | -------------------- | -------------- |  | ------------ |  | ----------------- |
| 1999 |                 |               |                      |                |  |              |  |                   |
| 2001 | 177e            |               |                      |                |  |              |  |                   |
| 2002 |                 |               |                      |                |  |              |  |                   |
| 2003 |                 | 6e            | 19e                  |                |  |              |  |                   |
| 2005 |                 |               |                      |                |  | 120e         |  |                   |
| 2006 |                 |               |                      |                |  | 57e          |  |                   |
| 2007 |                 |               | 47e                  | 75e            |  |              |  |                   |
| 2008 | 127e            |               |                      |                |  |              |  | 118e (UPT)        |